# Chaetomitrium elegans
Chaetomitrium elegans là một loài Rêu trong họ Hookeriaceae. Loài này được Geh. mô tả khoa học đầu tiên năm 1889.